# Franz Singer (Baumeister, 1701)
Franz Singer  (* 4. Oktober 1701 in Madau, Lechtaler Alpen; † 4. März 1757 in Meßkirch) war ein österreichischer Parlier, Schweizer Hofparlier des Fürsten von Messkirch und Baumeister.

## Leben
Seine Eltern waren Martin Singer und Elisabeth, geborene Scharf. Ab 1732 beabsichtigte er sich mit der Berufsbezeichnung Parlier in Meßkirch niederzulassen und ist spätestens seit 1745 dort als Baumeister belegt. 

## Arbeiten und Entwürfe
- 1736–1739: Das Chärnehus in Einsiedeln[2]
- 1739–1742: Pfarrkirche St. Peter und Paul in Sarnen
- 1740: Torgebäude in Weißenau
- 1747: barocke Umgestaltung des Schlosses Freudenfels
- 1757: Pfarrkirche St. Zeno in Storzingen[3]